# مكتب هوفر

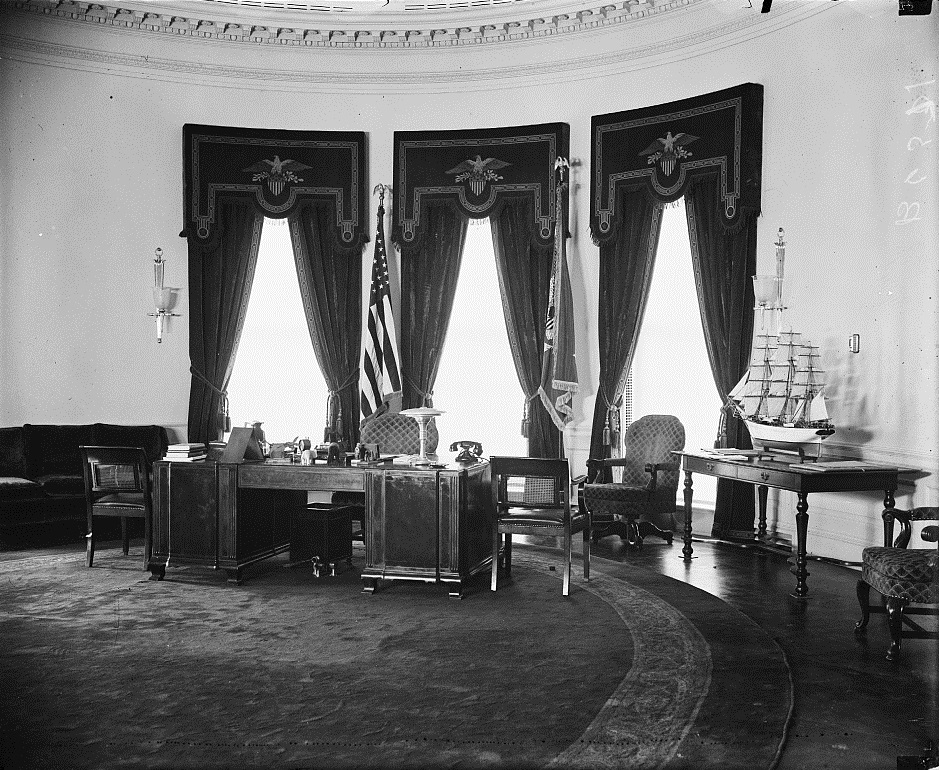
مكتب هوفر في المكتب البيضاوي لفرانكلين روزفلت

مكتب هوفر هو مكتب ضخم مصمم من قبل ستيوارت كلينغمان وبناء شركة روبرت إروين، استخدمه الرئيسان هربرت هوفر وفرانكلين روزفلت كمكتبهم التنفيذي في المكتب البيضاوي. أنشئ المكتب في عام 1930 كجزء من مجموعة المكاتب المكونة من 17 قطعة من قبل صانعي الأثاث من غراند رابيدز، ميشيغان، وقد تم منحها إلى البيت الأبيض من قبل جمعية مصنعي أثاث غراند رابيدز. يعد مكتب هوفر واحدا من ستة مكاتب فقط يستخدمها الرئيس في المكتب البيضاوي.

## نبذة تاريخية
عشية عيد الميلاد وعام 1929 في حوالي الساعة 8:00 مساءً، حصل حريق في علية الجناح الغربي. استطاع جورج أكرسون من إنقاذ مكتب ثيودور روزفلت، لكن المكاتب تضررت بشدة. وبالرغم من التمكن من إخماد الحريق في الساعة 10:30 تدمر السقف والعلية والأرضيات وغرفة الصحافة في الجناح الغربي. تم ترميم المبنى وفي 14 أبريل 1930، عاد الرئيس هربرت هوفر إلى المكتب البيضاوي المشيد حديثًا.
عندما تولى فرانكلين روزفلت منصبه بعد هوفر، قرر الاحتفاظ بنفس الأثاث في المكتب البيضاوي كسلفه. خلال فترة رئاسته جمع مجموعة من الأشياء التي عرضها على المنضدة.

## التصميم
صمم مكتب هوفر بشكل تقليدي وهو يعد مكتبا عريضا بحجم 210 سنتمترا مقابل 110 سنتمترا.
استلهم التصميم من كلٍّ من طراز الملكة آن وطرازات الأثاث الاستعماري لنيو إنغلاند حيت يتميز المكتب بتصميم على شكل كتلة أمامية بثلاثة أدراج في كل قاعدة بالإضافة إلى درج مركزي. يتكون المكتب بالكامل من الخشب المنشور الأمريكي، بخلاف قشرة خشب القيقب التي تزرع في ميتشيغان، وينتهي بخلاف فاكهة الجوز الفرنسية الغنية. ويحتوي المكتب على لوحة منقوشة ملحقة به والتي تنص على ما يلي: "هذا المكتب عرض لرئيس الولايات المتحدة من قبل جمعية مصنعي أثاث غراند رابيدز.